# Zdeněk Wirth

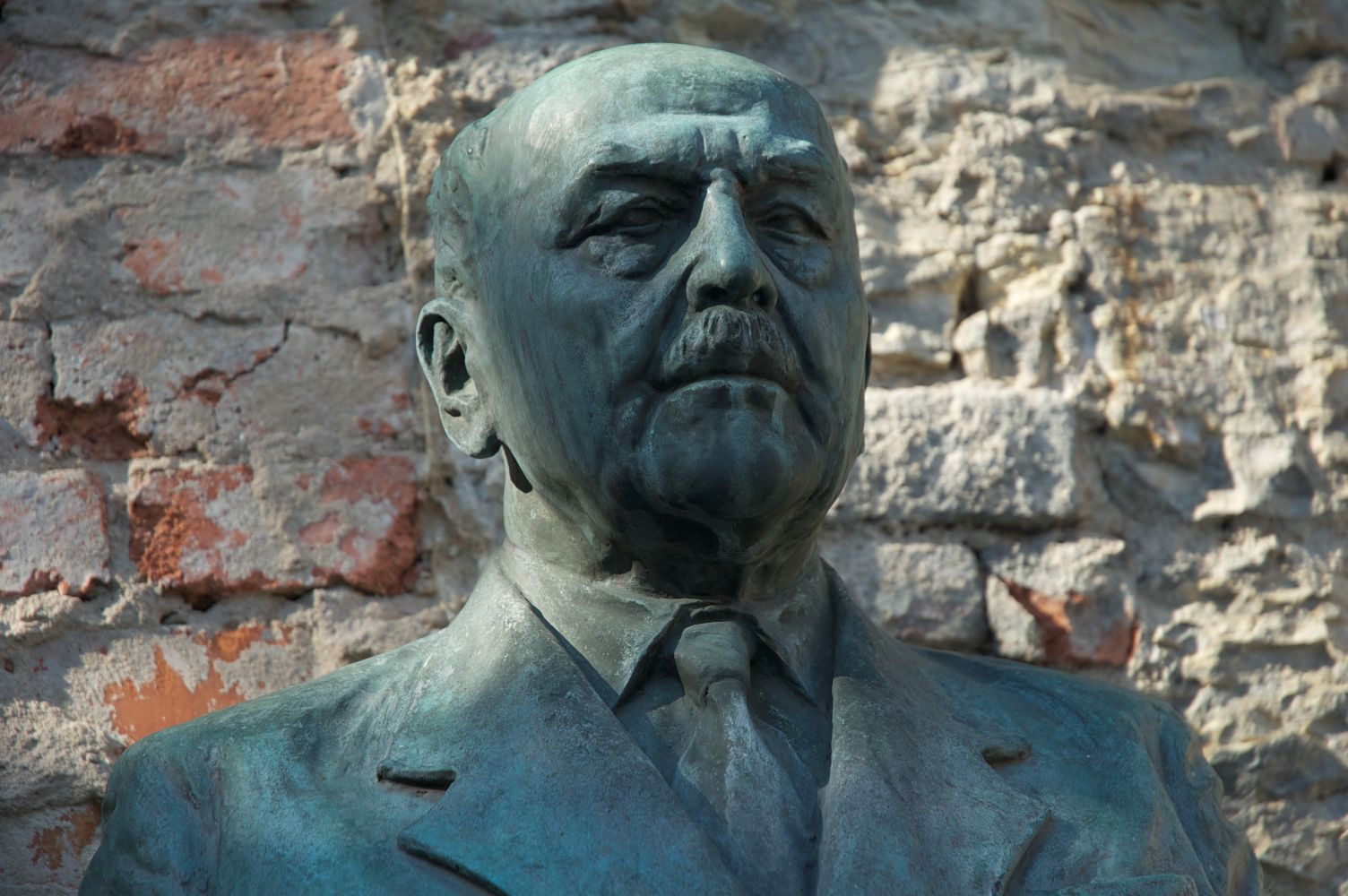
Busta u Dobrovského domku (Werichova vila) na Kampě, kde Wirth 1929–1941 bydlel.

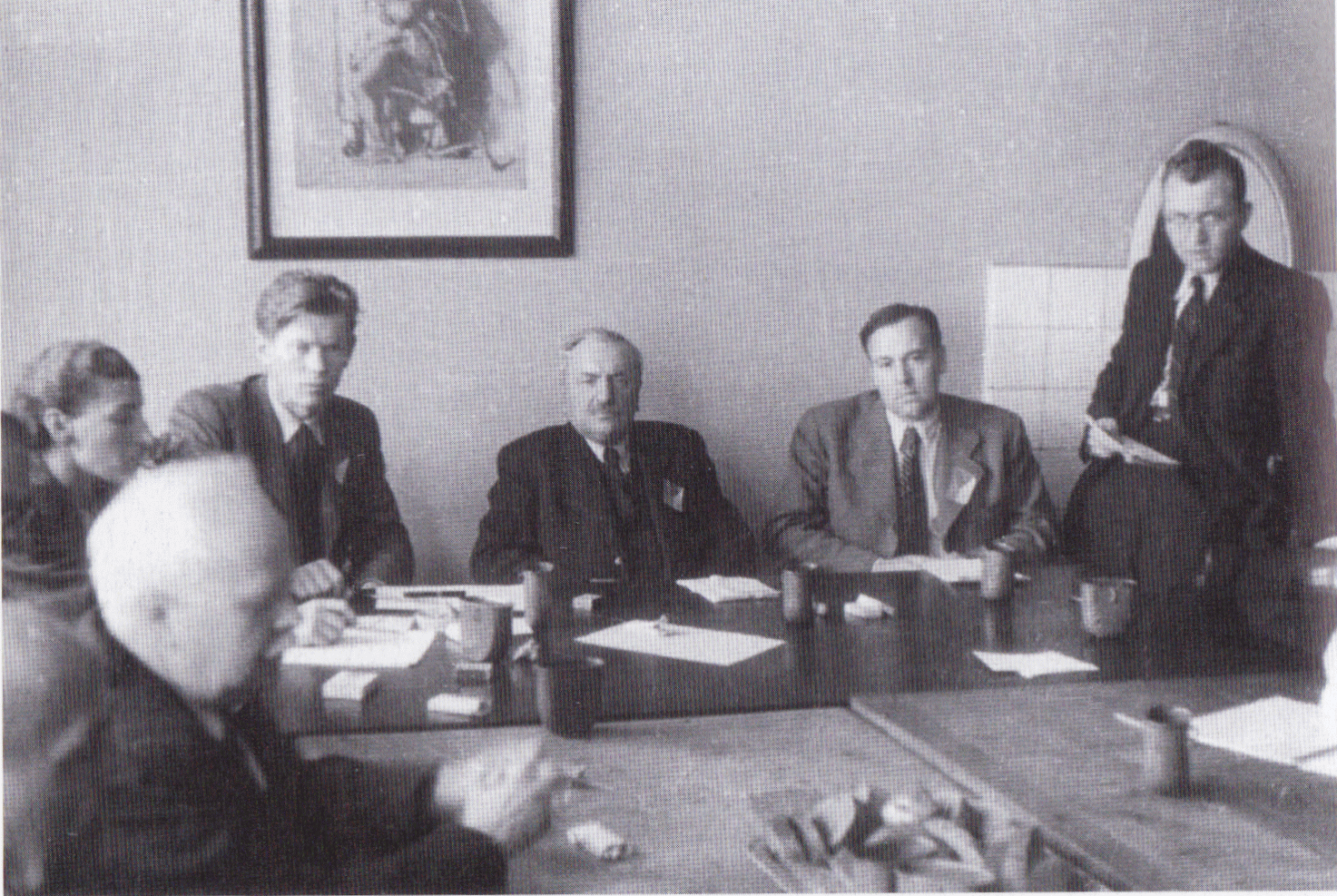
ČNR na jednání během Pražského květnového povstání 1945. Zleva doprava (bez titulů a hodností): Augusta Machoňová-Müllerová, Zdeněk Wirth, Josef Smrkovský, Albert Pražák, Josef Cyril Kotrlý, Jaromír Nechanský.

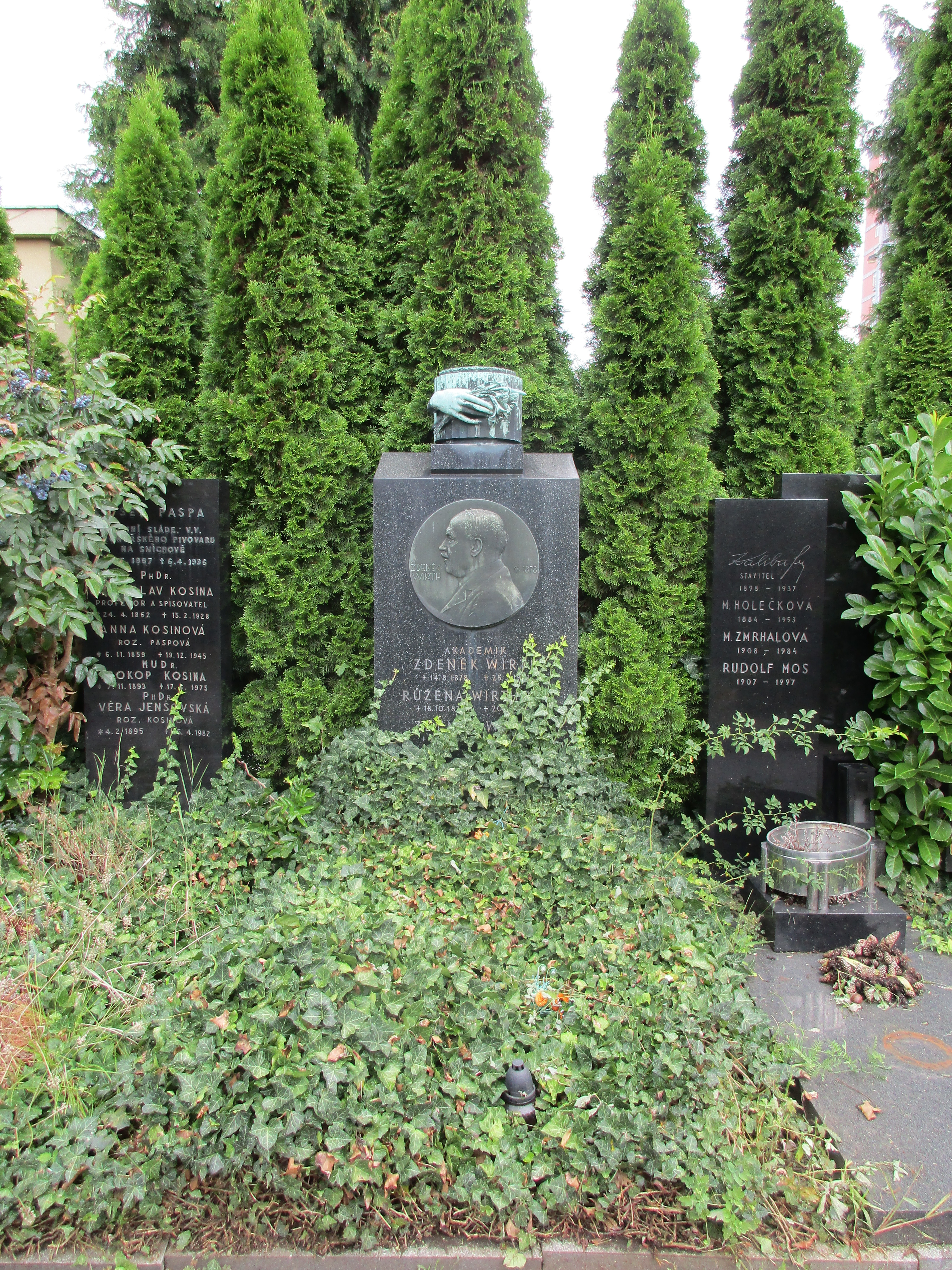
Hrob Zdeňka Wirtha (1878 – 1961), českého historika umění na hřbitově Krematoria ve Strašnicích

Zdeněk Wirth (11. srpna 1878 Libčany – 26. února 1961 Praha) byl český historik umění, jeden ze zakladatelů památkové péče v Čechách, akademik ČSAV.

## Život
Po maturitě na gymnáziu ve Vysokém Mýtě (1896) vystudoval v letech 1896–1900 filologii (čeština, němčina) a dějiny literatury na Univerzitě Karlově a externě dějiny umění (prof. B. Matějka, K. Chytil) a estetiku (prof. O. Hostinský).
Po absolvování vysokoškolského studia učil na středních školách v Praze, Mladé Boleslavi a Kladně. Od roku 1903 byl konzervátorem na Vysočině, od roku 1905 asistentem knihovníka Uměleckoprůmyslového muzea v Praze. Byl členem Archeologické komise při České akademii věd a umění a korespondentem (1907), od roku 1908 konzervátorem Centrální památkové komise ve Vídni, 1911–1939 členem Památkového sboru hl. města Prahy. V letech 1908 a 1913 organizoval 1. a 2. sjezd na ochranu památek v českých zemích.
Roku 1909 obhájil rigorózní práci Barokní gotika v Čechách v XVIII. a v 1. polovici XIX. století, která je považována za objevitelské dílo. Byl redaktorem časopisů: Časopis Společnosti přátel starožitností českých (1907–1909), Styl (1908–1913), Věstník klubu Za starou Prahu (1911–1913) a redaktorem Štencovy edice Umělecké poklady Čech (1913–1914) a Laichterovy edice Umění a řemesla. Za první světové války byl aprovizačním důstojníkem, od roku 1918 působil jako přednosta oddělení památkové péče Ministerstva školství a národní osvěty, od roku 1922 jako přednosta odboru osvěty pro záležitosti umělecké.
Od roku 1925 přenášel na ČVUT jako suplující profesor dějin umění, od roku 1928 jako docent. V letech 1928–1940 byl vedoucím Státního fotoměřického ústavu v Praze. Za války byl nuceně penzionován, ale v té době byl z jeho podnětu zahájen odborný výzkum a dokumentace lidových staveb. Po roce 1945 byl členem České národní rady, od roku 1946 do roku 1951 předsedal Národní kulturní komisi, která rozhodovala o uměleckých konfiskátech. Roku 1952 byl jmenován akademikem. Roku 1953 byl spoluzakladatelem Kabinetu (později Ústavu) pro teorii a dějiny umění (dnešní Ústav dějin umění AV ČR) a místopředsedou ČSAV, v letech 1952–1955 předsedal filozoficko-historické sekci ČSAV. Roku 1956 získal titul DrSc. V letech 1958–1961 byl členem ústřední komise státní památkové péče.
Roku 1900 patřil k zakládajícím členům Klubu Za starou Prahu, stal se členem jeho domácí rady a roku 1922 byl předsedou, 1940–1945 místopředsedou. V letech 1919–1952 byl členem Svatovítské jednoty. Podílel se na založení Soupisu památek a zpracoval k edici 7 svazků, další dva jen rozpracoval. Od roku 1930 po rezignaci A. Podlahy vedl Soupis památek v Čechách.

### Ocenění
- 1931 jmenován čestným občanem Kutné Hory.[3]
- 1953 Čestná cena hl. města Prahy za činnost na ochranu staré Prahy
- 1954 Řád republiky za celoživotní dílo

## Dílo
Věnoval se hlavně pražským památkám, vydal „Praha v obraze pěti století“ (1932), „Stará Praha ve fotografii“ (1940) a podílel se na souboru „Zmizelá Praha“. Napsal také řadu monografií o českých městech (Kladno, Hradec Králové, Litomyšl aj.), o hradech a zámcích, o moderní české architektuře (Josef Gočár, Jan Kotěra a české neorenesanci Antonín Wiehl). Spolupracoval s fotografem K. Plickou ("Praha ve fotografii" 1953, "Pražský hrad" aj.)
V památkové péči byl významným zastáncem analytické metody s důsledným odlišováním novodobých doplňků památky a nepřípustnosti používání replik historických prvků. V teoretické rovině proti jeho přístupu vystupoval Václav Wagner se svou syntetickou metodou.

### Publikace (výběr)
- Josef SOUKUP, Zdeněk WIRTH: Zvíkov, in: Památky archaeologické, 1907 https://www.academia.edu/24373421/
- Barokní gotika v Čechách v XVIII. a I. polovici XIX. století, in: Památky archaeologické a místopisné, 23, 1908, č. 3, sl. 121–220, 37 tab. https://www.academia.edu/24315885/
- Zdeněk WIRTH, Eduard SCHMIDT: Kutná Hora. Město a jeho umění, Nová edice, Praha 1912 https://www.academia.edu/24361228/
- Zdeněk WIRTH: Betlémská kaple, in: Památky archaeologické, 33, 1922 a 1923, s. 55–69. https://www.academia.edu/24375282/
- Zdeněk WIRTH: Pražské zahrady. 1910, 1913 a násl
- Umělecké poklady Čech 1-2, Praha 1913–1915 (ed. a autor)
- Zdeněk WIRTH, Josef TICHÝ: Hradec Králové. 1913 a násl.
- Zdeněk Wirth, Karlštejn. Průvodce po hradě, Praha 1919
- Zdeněk Wirth. L´art tchèque contemporain, Praha 1920 (s A. Matějčkem)
- Zdeněk Wirth, Pražské hřbitovy I. (Olšany), František Topič, nakladatelství, Praha 1923
- Zdeněk Wirth, Josef Gočár, Verlag Meister der Baukunst, Aktien-Gesellschaft, Ženeva 1930
- Zdeněk Wirth, Antonín V. Barvitius (1823 - 1901), Grafický závod Jan Štenc, Praha 1932
- Zdeněk WIRTH: Praha v obraze pěti století. Praha: Jan Štenc 1932
- Zdeněk Wirth, Dějepis výtvarných umění v Československu, Sfinx, Bohumil Janda, Praha 1935 (et al.)
- Zdeněk WIRTH, Antonín Matějček: Česká architektura 1800–1920. Praha: Štenc
- Zdeněk Wirth, Umělecký místopis ČSR 1. Země česká, Praha 1939
- Zdeněk WIRTH, Stará Praha. Obraz města podle fotografií ze 2. poloviny 19. století. Praha: J. Otto 1940
- Zdeněk WIRTH a kol.: Zmizelá Praha 1–6. Praha: V. Poláček 1945–1948
- Zdeněk Wirth, Burgen und Schlösser (Böhmen und Mähren), Artia, podnik pro zahraniční obchod, Praha 1954 (s J. Bendou)
- Zdeněk Wirth, Burgen und Schlösser in Böhmischen Ländern, Orbis, Praha 1960
- Soupis památek, autorství a spolupráce na okresech: Chotěboř (1906), Kladno (1907), Litomyšl (1908), Náchod (1910), Polička (1906), Stříbro, Vysoké Mýto
- Úvodní texty k četným obrazovým publikacím Karla Plicky

### Pozůstalost
- Rukopisná pozůstalost je uložena v Ústavu dějin umění České akademie věd v Praze.